# アレックス・テキエ＝メンサー
アレックス・テキエ＝メンサー（Alex Tachie-Mensah、1977年2月15日 - ）は、ガーナ出身の元サッカー選手。ポジションはFW。

## 経歴
スイスのFCザンクト・ガレンでのプレーを最後に2009年6月9日に引退した。2009年8月、スイスのFCフラウエンフェルトのコーチとなった。
ガーナ代表として2006 FIFAワールドカップに出場した。

## 所属クラブ
- エブスワ・ドワーフ 1999-2000
- ヌーシャテル・ザマックス 2000-2002
- FCザンクト・ガレン 2002-2009

## 代表歴

### 出場大会
- ガーナ代表
  - 2006 FIFAワールドカップ

### 試合数
- 国際Aマッチ 11試合 1得点（2001年-2007年）[1]

| ガーナ代表 | 国際Aマッチ | 国際Aマッチ |
| 年         | 出場        | 得点        |
| ---------- | ----------- | ----------- |
| 2001       | 1           | 0           |
| 2002       | 2           | 0           |
| 2003       | 0           | 0           |
| 2004       | 0           | 0           |
| 2005       | 1           | 0           |
| 2006       | 5           | 1           |
| 2007       | 2           | 0           |
| 通算       | 11          | 1           |